# 想夫恋 (雅楽)
想夫恋（そうぶれん） とは、雅楽の曲名。相府蓮、想夫憐とも表記する。
唐楽に属する平調（ひょうぢょう）の曲であり、延八拍子の中曲である。かつては詠があったが途絶え、現在は管絃によって奏される。晋の大臣（丞相）である王倹の官邸の蓮を歌った歌が原曲であるとされる。この楽曲が大臣を蓮府という起源と見なされ、『徒然草』などでは「想夫恋」と表記するのは誤りと指摘される。後に「相府」と「想夫」の音が通じることから、男性を慕う女性の恋情を歌う曲とされた。
日本では、『源氏物語』横笛巻や『平家物語』巻六の小督（こごう）の哀話などに登場する。他にも能の「小督」や筑前今様（黒田節）など小督哀話を題材にした作品に登場する。（参照）